# 裕福
| ウィキペディアには「裕福」という見出しの百科事典記事はありません（タイトルに「裕福」を含むページの一覧/「裕福」で始まるページの一覧）。 代わりにウィクショナリーのページ「裕福」が役に立つかもしれません。 |